# Raggamuffin
El raggamuffin o ragga és un subgènere de la música dancehall i reggae d'origen jamaicà on l'instrumentació és principalment electrònica i de la mateixa manera que passa amb el rap, se sol emprar la tècnica del sampleig. L'artista canta sobre la base instrumental i -a diferència del rap- la lletra s'interpreta amb entonaments melòdics heretats del reggae. El raggamuffin és fruit de la fusió del reggae jamaicà i el rap.
El raggamuffin va néixer i emergir la segona meitat de la dècada dels 80. El 1985 l'artista Wayne Smith va crear (emprant un sintetitzador Casio MT-40) Under me sleng teng, considerat el tema inicial i germinal del gènere.

## Origen
El terme raggamuffin deriva de la paraula Ragamuffyn de l'anglès mitjà, que s'utilitzava als anys 80 d'una manera insultant i denigrant per anomenar als nens del carrer. Al llarg dels anys la paraula va evolucionar prenent el significat de persona bruta, descuidada i mal vestida, que sovint era aplicada per referir-se als nens i nenes orfes. Com que va ser àmpliament emprada per descriure la població jove del ghetto de Kingston (Jamaica), els propis joves van apropiar-se de la paraula per a descriure el subgènere musical que havien creat.

## Raggamuffin i rap

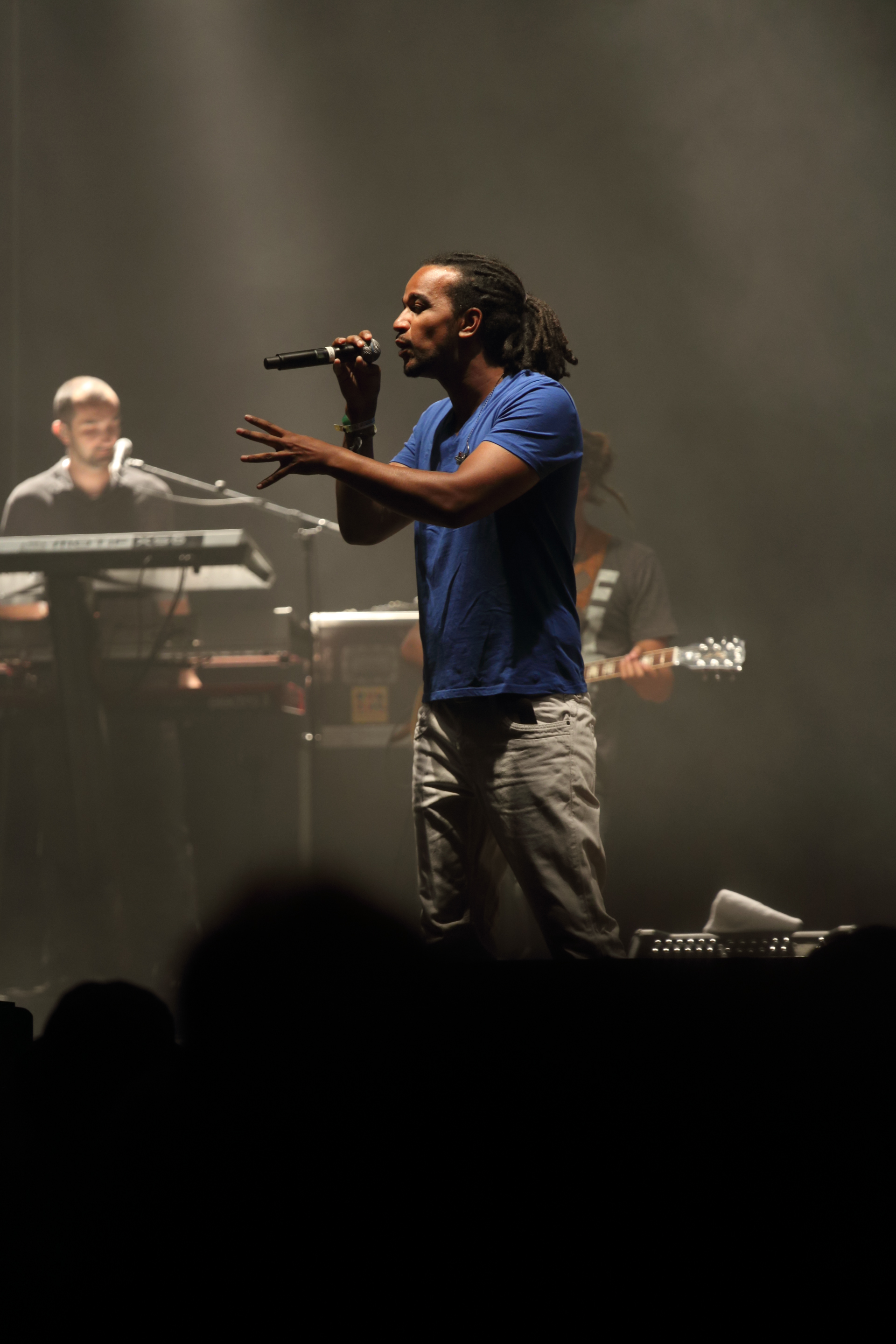
Dub Inc interpreta diferents gèneres musicals entre els quals es troba el raggamuffin.

A finals de 1980, els esforços dels pioners d'influència jamaicana com és el cas del rapper Daddy Freddy de mesclar el ragga amb la música hip hop li varen valer per aconseguir el reconeixement internacional i així popularitzar el ragga.
El 1987, Ragamuffin Hip-Hop de Daddy Freddy i Asher D's es va convertir en el primer single internacional amb la paraula "ragga" al seu títol. El 1992, el grup de rap canadenc Rascalz va llançar el seu àlbum debut sota el nom de Ragga Muffin Rascals.
A mesura que el ragga va anar madurant, un nombre creixent d'artistes de dancehall van començar a apropiar-se d'elements estilístics del rap, mentre que la música reggae, al seu torn, va influir alguns artistes de hip hop, com KRS-One, Boot Camp Clik, Das EFX o Busta Rhymes, així com alguns artistes amb estils d'influència ragga, com Fu-Schnickens, i Redman.
Artistes com Mad Lion van augmentar la seva popularitat durant els inicis de la dècada dels 90 degut al pas del reggae al hip-hop. Alguns artistes de ragga creuen que la influència hip hop és crucial per a la comercialització internacional de la música ragga.

## Artistes
Jamaica
- Lee Perry
- Jah cure
- Mavado
- U-Roy
- I-Roy
- Eek A Mouse
- Tenor Saw
- Wayne Smith
- Capleton
- Sizzla
- Bounty Killer
- Elephant Man
- Beenie Man
- Skarra Mucci

Alemanya
- Gentleman

Espanya
- Swan Fyahbwoy
- El Hermano Ele
- Mr. Rango
- Little pepe
- Ras boti
- Jahsta
- Rapsusklei
- Pinnacle rockers
- Ijah
- Shabu one shant
- Ras-Kuko
- Morodo

Xile
- Tiro de gracia

Argentina
- Zona ganjah
- Alika
- Fidel Nadal

França
- Dub incorporation

Estats Units
- Matisyahu

Veneçuela
- Papashanti sound system